# Xã Brady, Quận Williams, Ohio
Xã Brady (tiếng Anh: Brady Township) là một xã thuộc quận Williams, tiểu bang Ohio, Hoa Kỳ. Năm 2010, dân số của xã này là 2.602 người.